# Aphirape misionensis
Aphirape misionensis är en spindelart som beskrevs av Galiano 1981. Aphirape misionensis ingår i släktet Aphirape och familjen hoppspindlar. Inga underarter finns listade i Catalogue of Life.